# ヴァランタン・エイセリック
ヴァランタン・エイセリック（Valentin Eysseric、1992年3月25日 - ）は、フランス・エクス＝アン＝プロヴァンス出身のサッカー選手。ポジションはMF、FW。

## 経歴

### クラブ

#### ASモナコ
ASモナコの下部組織にてユース期間を過ごした。2011年7月23日には国内カップ戦であるクープ・ドゥ・フランスの対CSスダン・アルデンヌ戦においてトップチームにデビューを果たした。デビューシーズンは19歳ながらリーグ戦16試合に出場し、1得点をあげた。

#### OGCニース
2012年8月24日にOGCニースにレンタル移籍する。移籍後すぐに行われた対スタッド・ブレスト29戦においてリーグ・アンにおける初得点を記録した。同シーズンの1月には実力を認められニースに完全移籍することになった。順調なリーグ・アンデビューシーズンを過ごしていたが、2013年3月2日に行われた対ASサンテティエンヌ戦において、同クラブに所属していた対戦相手であるジェレミー・クレマンの腰椎と足の骨を折る危険なタックルをしてしまう。この行為に対して11試合の出場停止処分を受け、その後は調子を落としてしまった。しかしながらクラブにおいては不動のレギュラーの座に着き、続く2012-13シーズンでは29試合出場、3得点している。
2015-16シーズンは1年のみのレンタルでASサンテティエンヌに移籍する。翌シーズンは再びニースに戻り、鳴り物入りで加入したマリオ・バロテッリらと共に強力な前線を形成し、クラブを41年ぶりにCL予選に導くリーグ3位の座に大きく貢献した。

#### ACFフィオレンティーナ
2017年8月9日にイタリアのセリエAに所属するACFフィオレンティーナに完全移籍することが発表された。

#### FCナント
2019年1月31日、FCナントへ6ヶ月のレンタル移籍。契約には買取オプションが含まれている。2019年6月30日、レンタル期間満了によりACFフィオレンティーナへ復帰。

#### エラス・ヴェローナFC
2020年1月31日、エラス・ヴェローナFCに2019-20シーズン終了までのローン移籍で加入したことが発表された。

#### カスムパシャ
2021年7月23日、カスムパシャSKに移籍した。

### 代表
U19より、各年代のフランス代表に招集されている。

## プレースタイル
主に左右の攻撃的なサイドアタッカーと起用されてきたが、運動量とテクニックに優れておりトップ下としても機能する。右足からのキック精度は高く、所属した各クラブではプレースキッカーを務めていた。フィオレンティーナに移籍した会見において、同クラブのチームマネージャーであるジャンカルロ・アントニョーニは「ファンを楽しませてくれる想像力豊かなプレーヤー」とエイセリックを評した。